# Symphysos sapindaceifolii
Symphysos sapindaceifolii är en svampart som beskrevs av Bat. & Cavalc. 1967. Symphysos sapindaceifolii ingår i släktet Symphysos, divisionen sporsäcksvampar och riket svampar.   Inga underarter finns listade i Catalogue of Life.